# Lufttransport Süd
Lufttransport Süd fora uma empresa fundada em 1983, com o témino das operações em 1998. A empresa era sediada em Berlim, na Alemanha.